# Pagare alla romana
Pagare alla romana (o fare alla romana) è un'espressione idiomatica della lingua italiana che significa solitamente dividere in parti uguali una spesa comune (tipicamente, il conto fra i commensali in occasione di una cena). Il sottinteso è che il conto debba essere ripartito fra tutti i partecipanti, anziché essere pagato solo da uno o da pochi, come avviene per esempio in certi contesti culturalmente codificati.

## Altri significati
La locuzione ha avuto storicamente anche altri significati: il Grande dizionario della lingua italiana della UTET registra un uso letterario dell'espressione nel senso di "alla chetichella" ("partire alla romana": così o similmente in Carlo Goldoni, Gasparo Gozzi, Ippolito Nievo). L'espressione viene riferita anche alle vivande, se messe in comune dai commensali: in questo senso, essa è attestata nella letteratura ottocentesca.
La connotazione tipicamente romanesca è forse spiegabile con il riferimento alle "romanate", termine in disuso che indica le tipiche merende fuori porta d'antica tradizione locale. Il Grande dizionario UTET segnala anche il senso moderno, senza indicare però riferimenti in letteratura, il che fa pensare a una tradizione orale e popolare.
Esiste anche una tradizione opposta, secondo cui "pagare alla romana" significa, al contrario, pagare nella misura delle vivande consumate (considerando ancora l'esempio della cena). Questa interpretazione è molto diffusa. In molte lingue esistono espressioni analoghe che indicano un pagamento in parti diverse (cioè proporzionate al consumo), come l'inglese Dutch Treat ("invito all'olandese"; ma anche Going Dutch, il cui senso è "fare all'olandese"). In italiano è presente anche l'espressione "pagare alla genovese", che significa, forse sulla base del pregiudizio secondo cui i genovesi sono avari, "pagare ognuno per conto suo".